# 富山地方鐵道14760型電聯車
富山地方鐵道14760型電聯車（日语：／ Toyama Chihō Tetsudō 14760-gata densha）是富山地方鐵道使用的電聯車。14760型是富山地方鐵道在開業50周年之際，於1979年至1981年間由日本車輛製造打造的電聯車，也是該公司首款配備空調系統的鐵路車輛。本型車在1980年獲得鐵道友之會頒發的桂冠獎。
本型車在最初登場時採用象徵著岩雷鳥的白色與灰色塗裝，並搭配紅豆色的條紋；之後其中2個編組的塗裝更換成與富山地方鐵道10300型電聯車相同的黃色及綠色塗裝。而本型車也在2019年10月因應富山地方鐵道10020型電聯車的引退，改為與富山地方鐵道KuHa 175型電聯車電聯車連結成同一編組進行運轉。